# Estación de Lucens
La estación de Lucens es una estación ferroviaria de la comuna suiza de Lucens, en el Cantón de Vaud.

## Historia y situación
La estación de Lucens fue inaugurada en el año 1876 con la puesta en servicio del tramo Palézieux - Murten de la conocida como línea del Broye longitudinal Palézieux - Payerne - Kerzers.
Se encuentra ubicada en la zona este del núcleo urbano de Lucens. Cuenta con un andén lateral, al que accede una vía pasante, a la que hay que sumar otra vía pasante más y dos vías muertas destinadas al apartado, carga y descarga de materiales. En la salida de la estación en dirección a Payerne existe una derivación a una industria.
En términos ferroviarios, la estación se sitúa en la línea Palézieux - Kerzers. Sus dependencias ferroviarias colaterales son la estación de Moudon hacia Palézieux y la estación de Henniez en dirección Kerzers.

## Servicios ferroviarios
Los servicios ferroviarios de esta estación están prestados por SBB-CFF-FFS:

### Regional
- RE Lausana - Palézieux - Payerne. Estos trenes circulan únicamente de lunes a viernes en las franjas de mayor demanda, es decir, sentido Lausana por la mañana y sentido Payerne por la tarde. Al ser RegioExpress, solo efectúan parada en las estaciones más importantes del trayecto.

### RER Vaud
La estación forma parte de la red de trenes de cercanías RER Vaud, que se caracteriza por trenes de alta frecuencia que conectan las principales ciudades y comunas del cantón de Vaud. Por ella pasa una línea de la red:
- S 21 Lausana - Puidoux-Chexbres - Palézieux - Payerne.